# Carlo Bazzi
Carlo Bazzi (Turim, 6 de julho de 1875 – Milan, 6 de maio de 1947) foi um pintor italiano ativo em Milão na primeira metade do século XX.

## Biografia
Carlo Bazzi nasceu em Turim. Desde muito jovem dedicou-se à tecelagem e fez cursos de tricô, para depois dedicar-se exclusivamente à pintura como única profissão especializada em paisagens de montanhas, de lagos e de mares.. Ele estudou pintura na Academia de Belas Artes de Brera por Giuseppe Bertini e Vespasiano Bignami. Na Trienal de Milão de 1897, que fornece um estudo interno. A partir de então, ele se dedicou, sob a influência de seu amigo, o pintor Stefano Bersani, com quem costumava percorrer o Lago de Como, especialmente a paisagem, incluindo as montanhas e vistas Marina.
O aluno de Carlo Bazzi foi o pintor Arrigo Parnisari.
Em 1906, ele abriu uma oficina de vidro artístico em Milão com o artista Salvatore Corvaya.

## Exposições
- Trienal de 1900, com o seu trabalho mais importante intitulado "Levata del sole allo Spluga" (Levata del sole allo Spluga), Milão, 1900[6][7]

## Obras de arte
- En sul Di 1898
- Autunno sul Lago (33x25m), pintura a óleo[8]
- Levata del sole allo Spluga (145x97 cm), pintura a óleo, 1900
- Valcuvia (33,5x54,5 cm), Óleo sobre madeira compensada
- Paesaggio montano (34,5x55cm) Óleo no painel
- Italienische küstepartie bei Génova
- Paesaggio e figura (40x30cm), pintura a óleo
- Paesaggio con albero
- In Den Alpen
- Alpine. Sommerliche Landschaft
- In Den Alpen